# Нова Вйоська (Бендзинський повіт)
Нова Вйоська (пол. Nowa Wioska) — село в Польщі, у гміні Севеж Бендзинського повіту Сілезького воєводства.
Населення — 124 особи (2011).
У 1975-1998 роках село належало до Катовицького воєводства.

## Демографія
Демографічна структура станом на 31 березня 2011 року:
|          | Загалом | Допрацездатний вік | Працездатний вік | Постпрацездатний вік |
| -------- | ------- | ------------------ | ---------------- | -------------------- |
| Чоловіки | 61      | 15                 | 37               | 9                    |
| Жінки    | 63      | 10                 | 38               | 15                   |
| Разом    | 124     | 25                 | 75               | 24                   |